# Кабијано (Асколи Пичено)
Кабијано (итал. Cabbiano) насеље је у Италији у округу Асколи Пичено, региону Марке.
Према процени из 2011. у насељу је живело 57 становника. Насеље се налази на надморској висини од 135 м.